# Antoni Balinger
Antoni Witold Balinger (ur. 13 czerwca 1886 w Szczorsach, zm. wiosną 1940 w Katyniu) – działacz niepodległościowy, żołnierz Legionów Polskich, major intendent z wyższymi studiami wojskowymi Wojska Polskiego, ofiara zbrodni katyńskiej.

## Życiorys
Syn Benona Roberta i Marii z Ejgierdów urodzony w majątku Szczorsy na Nowogródczyźnie. W latach 1899–1906 uczęszczał do szkoły realnej w Wilnie, gdzie zdał maturę. W latach 1907–1908 studiował prawo na uniwersytecie w Dorpacie, a od 1910 do 1914 na Wydziale Budownictwa Lądowego Politechniki Lwowskiej. W czasie I wojny światowej był oficerem rachunkowym 1 pułku piechoty Legionów Polskich. 1 lipca 1916 roku został mianowany chorążym, a 1 kwietnia 1917 roku – podporucznikiem rachunkowym.
9 listopada 1920 roku został zatwierdzony z dniem 1 kwietnia 1920 roku w stopniu majora gospodarczego, w grupie oficerów byłych Legionów Polskich. Pełnił wówczas służbę w Oddziale IV Sztabu Ministerstwa Spraw Wojskowych w Warszawie. 3 maja 1922 roku został zweryfikowany w stopniu majora ze starszeństwem z 1 czerwca 1919 roku i 15. lokatą w korpusie oficerów intendentów, a jego oddziałem macierzystym był Departament VII Intendentury Ministerstwa Spraw Wojskowych. W 1923 roku pełnił służbę w Biurze Szefa Administracji Armii w Warszawie. 13 listopada 1923 roku został przeniesiony do Szefostwa Intendentury Dowództwa Okręgu Korpusu Nr III w Grodnie, które w następnym roku zostało przekształcone w 3 Okręgowe Szefostwo Intendentury. W szefostwie kierował referatem żywnościowym . Później był kierownikiem Rejonu Intendentury w Wilnie i Grodnie. W 1928 roku pełnił służbę w 3 Okręgowym Szefostwie Intendentury w Grodnie, pozostając w kadrze oficerów służby intendentury. Z dniem 30 czerwca 1932 roku został przeniesiony w stan spoczynku. W 1934 roku pozostawał w ewidencji Powiatowej Komendy Uzupełnień Grodno.
W czasie kampanii wrześniowej 1939 roku, po agresji ZSRR na Polskę, w nieznanych okolicznościach dostał się do niewoli radzieckiej. Przebywał w obozie jenieckim w Kozielsku. Wiosną 1940 roku został zamordowany przez funkcjonariuszy NKWD w Katyniu i tam pogrzebany w bezimiennej mogile zbiorowej, gdzie od 28 lipca 2000 roku mieści się oficjalnie Polski Cmentarz Wojenny w Katyniu. W Lesie Katyńskim prowadzone były ekshumacje i prace archeologiczne. W czasie ekshumacji przeprowadzonej przez Niemców w 1943 roku, odnaleziono przy nim dwie. leg. osob., kartę szczep. 3596, pismo Min. Spr. Wojsk., wizytówkę, 3 kartki z zapiskami, a zwłoki oznaczono numerem 300. Figuruje na liście wywózkowej 029/1 z kwietnia 1940. Został upamiętniony grobem symbolicznym na cmentarzu Powązkowskim w Warszawie (kwatera 202-2-23).

Antoni Balinger był żonaty z p. Łomonowiczówną . Małżeństwo pozostało bezpotomne.
5 października 2007 roku minister obrony narodowej Aleksander Szczygło mianował go pośmiertnie na stopień podpułkownika. Awans został ogłoszony 9 listopada 2007 roku w Warszawie, w trakcie uroczystości „Katyń Pamiętamy – Uczcijmy Pamięć Bohaterów”.

## Ordery i odznaczenia
- Krzyż Niepodległości (9 listopada 1931)[25]
- Krzyż Kawalerski Orderu Odrodzenia Polski
- Krzyż Walecznych (trzykrotnie)[2]
- Złoty Krzyż Zasługi (10 listopada 1928)[26]
- Krzyż Kampanii Wrześniowej (pośmiertnie, 1 stycznia 1986)